# Underhållsfond
Underhållsfond är ett slags ekonomiskt medel och tillhör begreppet avsättningar; en skuld som inte har ett bestämt datum då den måste återbetalas och vars belopp är uppskattat. Vanligtvis motsvarar medlen pengar på ex. ett bankkonto, men behöver inte alltid motsvarande likviditeter beroende på hur pengar har avsatts under åren.
Juridiska personer som avsätter pengar till underhållsfond gör detta efter bokslutdisposition, d.v.s. före skatten beräknas. Men å andra sidan används endast denna avsättning för verksamheter som inte har vinstkrav; bostadsföretag.
Yttre underhållsfond syftar ofta på medel som avsatts för att användas till det yttre underhållet och renoveringar (ansvaret) i bostadsföretag. Årliga avsättningar beräknas ofta som en viss andel, exempelvis 0,1-0,3 procent beroende på fastighetens ålder, av taxeringsvärdet. En mer sofistikerad grund för avsättningsbeloppet baseras på uppdelade belopp av de periodiserade underhålls- och renoveringskostnader en fastighet har. Dessa kostnader kan inkludera det mesta men bör inte innefatta hårdgjorda ytor, hyra och montering av byggställningar, ersättningsboende, o.d.
Inre underhållsfond syftar ofta på medel som avsatts för att användas till det inre underhållet och renoveringar (ansvaret) i bostadsföretag. Inre underhållsfonden ägs formellt sett av lägenhetsinnehavaren, men föreningen bestämmer hur medlen får användas. Liksom med insatser kan man inte räkna med att få ut dessa medel när man flyttar förutom eventuellt specialfallet då lägenheten återgår till föreningen. Till skillnad från y. uhf. är det lagligt att dra av nettotillförseln (=ingående + insatt kapital - uttaget kapital - utgående) under besittningstiden i lägenheten. I. uhf. har använts för att hjälpa innehavaren hålla lägenheten i gott skick, men kan även ses som ett sätt att förbättra likviditeten i föreningen. Bostadsrättslagen har dock ingående stycken om bostadsrättshavarens skyldigheter och i. uhf. har därmed inte lika stor betydelse nuförtiden.